# Malt Herred
Malt Herred er herred i Ribe Amt.
I herredet er der følgende sogne:
- Askov Sogn – udskilt fra Malt Sogn i 1987 (Ej vist på kort)
- Brørup Sogn
- Folding Sogn
- Føvling Sogn
- Holsted Sogn
- Lindknud Sogn
- Læborg Sogn
- Malt Sogn
- Vejen Sogn

I 1986 er Askov Sogn udskilt fra Malt Sogn.